# Janowice Wielkie (stacja kolejowa)
Janowice Wielkie – stacja kolejowa w Janowicach Wielkich, w województwie dolnośląskim, w Polsce. Stacja położona jest w centrum miejscowości. Posiada 2 perony osobowe. Zatrzymują się tu pociągi osobowe i przyspieszone Kolei Dolnośląskich stację przechodzi linia kolejowa nr 274 Wrocław Świebodzki – Görlitz.

## Ruch pasażerski
| Rok  | Wymiana pasażerska na dobę |
| ---- | -------------------------- |
| 2017 | 200-299                    |
| 2022 | 300-499                    |

Stacja w roku 2023/2024 pełniła funkcję stacji końcowej dla pociągów wszystkich spółek kolejowych (Koleje Dolnośląskie, Polregio oraz PKP Intercity). Dalsza podróż była kontynuowana poprzez Zastępczą Komunikacją Autobusową (ZKA) do Jeleniej Góry lub Szklarskiej Poręby.